# Her Hero's Predicament
Her Hero's Predicament è un cortometraggio muto del 1913 diretto da Al Christie e interpretato da Eddie Lyons, Lee Moran e Louise Glaum.

## Produzione
Il film fu prodotto dalla Nestor Film Company.

## Distribuzione
Distribuito dall'Universal Film Manufacturing Company, il film - un cortometraggio di una bobina - uscì nelle sale cinematografiche statunitensi il 19 maggio 1913.